# ピーター上田
ピーター 上田（英: Peter Ueda、1985年 - ）は、スウェーデンと日本で活動している医師、医学者、著述家。

## 経歴・人物
スウェーデンカロリンスカ研究所准教授、東京大学大学院医学系研究科客員研究員。学位は Ph.D. in epidemiology at Karolinska Institutet であり、日本における博士（医学）に相当する。専門は臨床疫学、薬剤疫学、公衆衛生学。日本の異性間性交渉の実態を明らかにした研究により、2019年頃より各国のメディアに取り上げられる。　
スウェーデン人の父と日本人の母のもとに出生し、高校在学時に交換留学生として日本の東京都立国際高等学校に1年間単身で留学。高校卒業後、東京大学文科二類に進学するも中退し、故国のカロリンスカ研究所およびストックホルム商科大学に進学。卒業後はマッキンゼー・アンド・カンパニーに就職したが3ヶ月で辞職し、医学研究のため大学院生となった。2014年より3年間ハーバード大学公衆衛生大学院で博士研究員を務め循環器疾患の医療統計学の分野で研究業績を積み、カロリンスカ研究所の助教に就任、その後准教授となる。スウェーデンでは臨床内科医として糖尿病患者の診療も実施する。東京大学でも大学院医学系研究科で国際保健政策の客員研究員を務める。
フロアボール選手としても活動し、「上田一郎」の登録名で日本代表キャプテンとしてプレーしていた。

## 著作リスト

### 単行本
- 『Man går sin egen väg :Riktningar i sexlöshetens dimma』（Natur Kultur Läromedel、2023年3月） ISBN 978-9127176539

### 日本における著作活動
監修
- 『博士の愛したDT』谷口つばさ著、ぐんぴぃ共監修（KADOKAWA、2025年2月）ISBN 978-4041142905

雑誌掲載
- 「少子化以前の大問題 30代の150万人が「性交渉未経験」」 - 『文藝春秋』2019年6月号
- 「スウェーデン「集団免疫作戦」のウソ」 - 『文藝春秋』2020年8月号

## 受賞歴
- Young Investigator Award（European Society of Pediatric Research, 2010）
- Anders Fredrik Regnell Prize（Svenska Läkaresällskapet, 2010）[13]
- Winner of Forskar Grand Prix（Vetenskap & Allmänhet, 2017）[14]
- Young Investigator Award（Scandinavian Society for the Study of Diabetes, 2019）[15]